# 허버트 비버먼

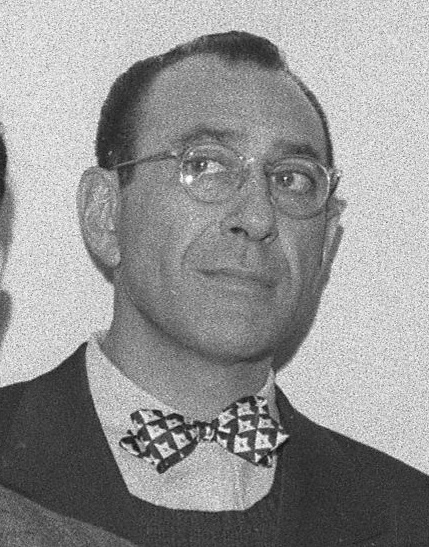

허버트 비버먼(Herbert Biberman, 본명: 허버트 J. 비버먼, Herbert J. Biberman, 1900년 3월 4일 ~ 1971년 6월 30일)은 미국의 각본가이자 영화 감독이다. 헐라우드 텐 중 한 명이며 솔트 오브 어스(1954)를 감독했다.
펜실베이니아주 필라델피아에서 태어났다. 1930년에 여배우 게일 손더가드와 혼인했다. 1971년 뉴욕에서 암으로 사망했다.